# Assemblée générale de l'Union astronomique internationale de 1948
7e assemblée générale de l'Union astronomique internationale
La 7e assemblée générale de l'Union astronomique internationale s'est tenue en août 1948 à Zurich, en Suisse.